# 狄更斯縣 (德克薩斯州)
狄更斯縣（英語：Dickens County）位美國德克薩斯州西北部的一個縣。面積2,344平方公里。根据美國2000年人口普查，共有人口2,762人。縣治狄更斯（Dickens）。
成立於1876年8月21日，縣政府成立於1891年3月14日。縣名紀念在阿拉莫戰役中陣亡的詹姆斯·狄更斯（James R. Dimpkins，但紀念碑上作J. Dickens）。